# مارك نيومان
مارك نيومان (بالإنجليزية: Mark Neumann)‏ هو باني ‏ ومسير أعمال ومدرب رياضي وسياسي أمريكي، ولد في 27 فبراير 1954 في إيست تروي في الولايات المتحدة. حزبياً، نشط في الحزب الجمهوري. في انتخابات مجلس النواب الأمريكي 1994 ‏، انتخب عضو مجلس النواب الأمريكي عن دائرة Wisconsin's 1st congressional district ‏ وقد انضم خلال فترته النيابية ‏ (4 يناير 1995 – 3 يناير 1997)  للكتلة البرلمانية الحزب الجمهوري وفي انتخابات مجلس النواب الأمريكي 1996 ‏، انتخب عضو مجلس النواب الأمريكي عن دائرة Wisconsin's 1st congressional district ‏ وقد انضم خلال فترته النيابية ‏ (7 يناير 1997 – 3 يناير 1999)  للكتلة البرلمانية الحزب الجمهوري وانتخب عضو مجلس النواب الأمريكي عن دائرة Wisconsin's 1st congressional district ‏ (3 يناير 1995 – 3 يناير 1999).